# توی نوزدهمین زندگیم می‌بینمت
توی نوزدهمین زندگیم می‌بینمت (انگلیسی: See You in My 19th Life; کره‌ای: 이번 생도 잘 부탁해) یک مجموعه تلویزیونی کره جنوبی سال ۲۰۲۳ با بازی شین هه سون، آن بو هیون، ها یون کیونگ و آن دونگ گو است. این مجموعه بر پایه وب‌تونی با همین نام اثر لی هه است که در ناور وب‌تون منتشر شد. این مجموعه از ۱۷ ژوئن تا ۲۳ ژوئیه ۲۰۲۳، روزهای شنبه و یکشنبه ساعت ۲۱:۲۰ (کی‌اس‌تی) از تی‌وی‌ان برای ۱۲ قسمت پخش شد. توی نوزدهمین زندگیم می‌بینمت همچنین برای استریم در تیوینگ و نتفلیکس در مناطق منتخب قابل دسترسی است.

## خلاصه داستان
بان جی اوم (شین هه سون) دختری است که نزدیک به هزار سال است که زندگی خود را از طریق تناسخ تکرار می کند و می تواند تمام زندگی های گذشته خود را به یاد بیاورد. پس از اینکه زندگی هجدهم او به دلیل یک حادثه غم انگیز کوتاه می شود، او تصمیم می گیرد در نوزدهمین زندگی خود با مردی که در زندگی قبلی اش به او علاقه داشت، ارتباط برقرار کند.

## بازیگران

### اصلی
- شین هه سون در نقش بان جی اوم / یون جو وون[۹][۱۰]
  - پارک سو یی در نقش جوانی بان جی اوم[۱۱]
  - کیم شی آ در نقش جوانی یون جو وون[۱۲]
- آن بو هیون در نقش مون سو ها[۱۰]
  - جونگ هیون جون در نقش جوانی مون سو ها[۱۳]
- ها یون کیونگ در نقش یون چو وون[۲]
  - کی سو یو در نقش جوانی یون چو وون[۱۳]
- آن دونگ گو در نقش ها دو یون[۵]

### مکمل
- ریو هه جون در نقش لی جی سوک[۱۴]
- لی چه مین در نقش کانگ مین کی[۱۵]
- چوی جین-هو در نقش مون جونگ هون[۱۶]
- به هه-سون در نقش جانگ یون اوک[۱۷]
- چا چونگ هوا در نقش کیم ئه کیونگ[۱۸]
- کانگ میونگ جو در نقش جو یو سون
- کیم یو می در نقش یونگ جو یو
- بک سونگ چول در نقش بان هاک سو
- کیم شی آ در نقش یون جو وون
- لی بو یونگ در نقش لی سانگ آه
- چوی جین-هو در نقش مون جونگ هون
- به هه-سون در نقش جانگ یون اوک
- لی چه مین در نقش کانگ مین گی